# جان كارلوس سيلفا روتشا
جان كارلوس سيلفا روتشا (بالبرتغالية: Jean Carlos Silva Rocha) (10 مايو 1996 في البرازيل - ) هو لاعب كرة قدم برازيلي في مركز مهاجم ‏. شارك مع منتخب البرازيل تحت 20 سنة لكرة القدم. أما مع النوادي، فقد لعب مع ريال مدريد ونادي فوينلابرادا.

## وصلات خارجية
- جان كارلوس سيلفا روتشا على موقع الاتحاد الأوربي (الإنجليزية)
- جان كارلوس سيلفا روتشا على موقع قاعدة بيانات كرة القدم.إي يو (الإنجليزية)
- جان كارلوس سيلفا روتشا على موقع Soccerway.com (الإنجليزية)